# 当阳峪窑
当阳峪窑，宋代中国北方著名民间窑场。窑址位于河南省修武县当阳村所在的当阳峪南岭，因此按照地名命名为“当阳峪窑”，又名修武窑、怀庆窑、河内窑。
该窑出产陶瓷种类繁多，是宋代全国风格最多变、造型装饰手法最丰富、做工特别精细的窑场。其中的剔花瓷器在磁州窑同类产品的基础上推陈出新，影响深远，另外，由于窑场规模极为庞大，也被称作当阳峪窑系、当阳峪窑群。2006年窑址被列入第六批全国重点文物保护单位名录。

## 产品简介
当阳峪窑出产陶瓷产品包括日常生活用品的白釉碗盘以及经过艺术加工的高级商品。其产品工艺极为复杂，集北方诸多民窑之大成，组合出不同的花样。
- 剔花瓷器：先是利用不够纯净制瓷原料直接制成灰褐色坯体；接着在素胎上施一层洁白的化妆土；然后划出纹样，再将花纹以外的地子上的白色化妆土剔掉，露出灰褐色胎，形成深色地子衬托白色花纹的装饰效果。这一技法于宋金时期在山西、河北、河南曾经大量运用，而当阳峪窑的产品最受人称道。[1]

## 列入非遗
2014年，「當陽峪絞胎瓷燒製技藝」被列為中國國家級非物質文化遺產名錄。